# Éric Saul

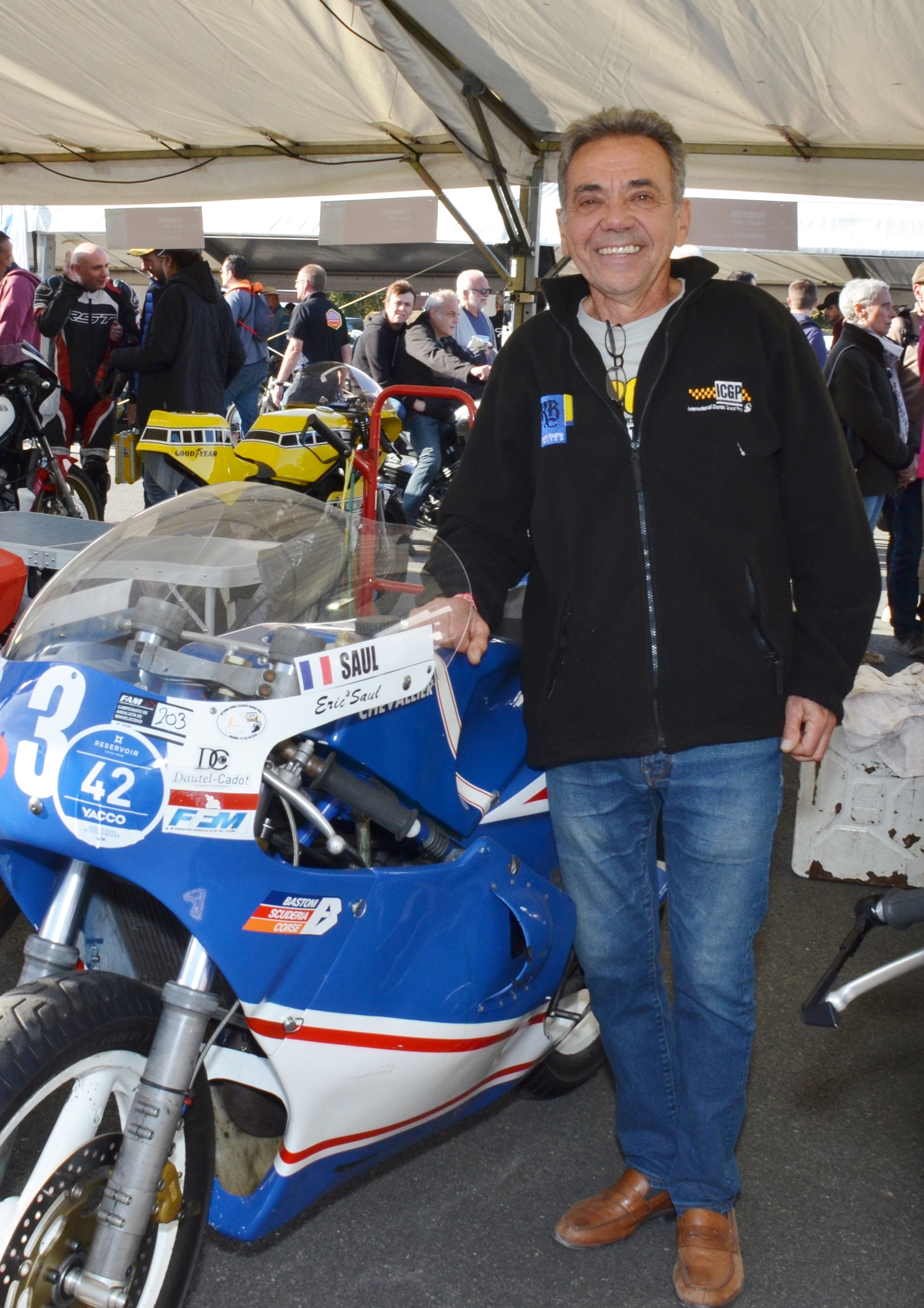
Éric Saul in 2018.

Éric Saul (Parijs, 26 mei 1954) is een Frans voormalig motorcoureur. Hij is tweevoudig Grand Prix-winnaar in het wereldkampioenschap wegrace.

## Carrière
Saul maakte zijn motorsportdebuut in 1973 in de Franse Coupe des Quatre-Saisons op een Suzuki op het Circuit Magny-Cours en eindigde hierin als vijftiende. In 1974 reed hij een volledig seizoen in dit kampioenschap. Hij won een race voor Yamaha in de 125 cc-klasse en een voor Kawasaki in de 500 cc-klasse. Verder werd hij in 1974 elfde in de Coupe Kawasaki, voordat hij in 1975 de titel won in dit kampioenschap. In 1976 debuteerde hij in de Bol d'Or op een Moto Guzzi, maar bij een val tijdens de race brak hij een been en was hij voor een groot deel van het seizoen uitgeschakeld. Wel won hij later dat jaar nog een race in de Franse Inter-klasse.
In 1977 reed Saul vooral in Britse races. Zo nam hij deel aan de Isle of Man TT en won hij een 350 cc-race die werd gehouden na de afloop van de TT. Aan het eind van het jaar debuteerde hij in zowel de 250 cc- als de 350 cc-klasse van het wereldkampioenschap wegrace in zijn thuisrace op een Yamaha; in de 250 cc werd hij elfde, terwijl hij in de 350 cc uitviel. Ook reed hij de Grand Prix van Groot-Brittannië in de 250 cc en eindigde hierin als derde. In 1978 werd hij zevende in de 350 cc-race in Venezuela en reed hij ook een aantal 250 cc-races, waarin hij niet aan de finish kwam. Verder won hij een race in de Franse Inter-klasse.

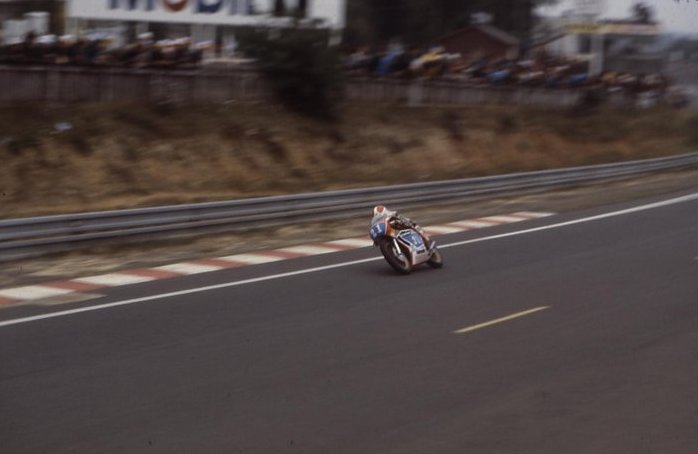
Éric Saul tijdens de Grand Prix van Frankrijk 1979.

In 1979 begon Saul het seizoen op een Yamaha, maar werd hij later door Adriatica aangesteld als vervanger van de vertrokken Randy Mamola in zowel de 250 cc- als de 350 cc-klasse. In de 250 cc was zijn beste resultaat een zesde plaats in Venezuela, die hij nog haalde voor Yamaha. In de 350 cc vertrok hij in Groot-Brittannië vanaf pole position, maar was zijn beste resultaat een vijfde plaats in Tsjecho-Slowakije. In 1980 zou hij aanblijven bij Adriatica, maar de sponsor ging failliet, waardoor het team niet meer aan de start kwam en Saul op zoek moest naar een nieuw team. Hij nam uiteindelijk op een Bimota deel aan een aantal races in de 250 cc en de 350 cc. In de 350 cc behaalde hij zijn eerste podiumplaats in Frankrijk en voegde hier in Groot-Brittannië een tweede podiumfinish aan toe. Met 24 punten werd hij zesde in het kampioenschap. In de 250 cc stond hij in de TT van Assen op het podium en werd hij negende in de eindstand met 24 punten.
In 1981 kwam Saul uit op een Chevallier-Yamaha in enkele races van de 250 cc en de 350 cc-klassen. In de 250 cc behaalde hij zijn eerste Grand Prix-zege tijdens de Grand Prix der Naties; hij was hiermee de enige niet-Kawasaki-coureur die dat jaar een overwinning behaalde in de klasse. Met 19 punten werd hij dertiende in het klassement. In de 350 cc eindigde hij in Duitsland op het podium en werd hij met 18 punten negende in de eindstand. In 1982 reed hij een volledig seizoen in de 350 cc, waarin hij in Oostenrijk zijn tweede zege behaalde. Daarnaast stond hij in de seizoensfinale in Duitsland op het podium. Met 52 punten werd hij achter Toni Mang, Didier de Radiguès en Jean-François Baldé vierde in het klassement.
In 1983 vond Saul pas op het laatste moment een sponsor die hem gedurende het seizoen wilde steunen, maar op dat moment waren alle motorfietsen al bezet en kon hij niet uitkomen in een volledig seizoen. Op een oude Yamaha reed hij uiteindelijk toch drie races in de 250 cc. Hij kwam enkel in Groot-Brittannië aan de finish en eindigde hierin op plaats 29. In 1984 debuteerde hij in het WK 500 cc op een Paton in zijn thuisrace, maar wist zich niet te kwalificeren. Ook in 1985 schreef hij zich in voor een race, de 250 cc-race in België op een Comoth, maar ook hiervoor kwalificeerde hij zich niet. In 1986 reed hij drie races in de 125 cc-klasse op een LGN en kwam enkel in Oostenrijk aan de finish op plaats 21.
Na het seizoen 1986 stopte Saul als motorcoureur. Sinds 1999 organiseert hij de International Classic Grand Prix, waarin met 250 cc- en 350 cc-motorfietsen gebouwd tussen 1974 en 1984 wordt gereden.